# Janja Mikulić
Janja Mikulić (Podgrađe, 22. travnja 1952.) bosanskohercegovačka je i hrvatska pjesnikinja. 
Odrasla je u Podgrađu. Osnovnu školu završila je u Uskoplju, a srednju medicinsku u Zagrebu, gdje i danas živi i radi. Pisanjem se bavi od mladosti.

## Djela
- Pozdravi sve, zbirka pjesama (1998.)
- Pjesme u panorami Petnaestorica (2000.)
- Magdalena popravlja svijet, priče za djecu, (2006.)
- Ana Trepavičarka, priče za djecu, (2006.)
- U Tvojoj sjeni, zbirka pjesama (2018.)